# Marcilla de Campos
Marcilla de Campos es un municipio y localidad española de la provincia de Palencia, en la comunidad autónoma de Castilla y León. El término municipal, ubicado en la comarca de Tierra de Campos, tiene una población de 58 habitantes (INE 2024).

## Historia
El topónimo Marcilla parece provenir del latino onomástico “Marcus” seguido del latino diminutivo “-illa” de donde procede la forma romance castellana antigua de “Marciella” y después la castellana Marcilla; ese Marcus sería seguramente un repoblador. Hay nombres similares como Marcillo en Burgos, Marcelle en Lugo, Marcilla en Navarra, Marcelez en Orense etc. 
En el término de Marcilla se localizó un yacimiento romano denominado "Los Cantos", a caso de una villa romana con tégulas, ímbrices y restos cerámicos etc., lo que hace suponer la habitalidad antigua de esta localidad. Además, sobre ese yacimiento parece que existió otro anterior en la Edad del Bronce.
Sufrió esta villa y sus alrededores grandes calamidades con el gobierno de Doña Urraca por lo que el despoblamiento fue generalizado. Conforme al libro de Becerro de Behetrías de 1352, Marcilla pertenecía a la Hermandad de Monzón y era lugar propio del monasterio de las Huelgas de Burgos. Ya a finales del siglo XVI Marcilla contaba con 121 vecinos de los que 114 eran pedreros (pagaban pedras o impuestos), 3 eran Hidalgos y 4 clérigos por lo que podía tener 589 habitantes en total.
A mediados del siglo XVIII, según el catastro de Ensenada, Marcilla continuaba siendo villa de señorío y pertenecía a la abadesa del real monasterio de la Huelgas de Burgos. En esa época disponía de 110 vecinos incluidos los 18 viudas y un eclesiástico, contaba con taberna, mesón, carnicería etc. Tenía un hospital regentado por la cofradía de Nuestra Señora y San Sebastián, contaba con 9 tejedores, 60 jornaleros, 4 pobres de solemnidad y 5 sacerdotes.
Hasta la reforma de la nomenclatura municipal de 1916 el municipio se llamaba simplemente Marcilla. En dicha fecha su nombre fue modificado por el de Marcilla de Campos.

## Geografía humana

### Demografía
Cuenta con una población de 58 habitantes (INE 2024).
| Gráfica de evolución demográfica de Marcilla de Campos entre 1842 y 2021 |
| |
| Población de derecho según los censos de población del INE Población de hecho según los censos de población del INEEn estos censos se denominaba Marcilla: 1842, 1857, 1860, 1877, 1887, 1897, 1900 y 1910 |

| 1900 | 1910 | 1920 | 1930 | 1940 | 1950 | 1960 | 1970 | 1981 | 1991 |
| 504  | 508  | 491  | 474  | 466  | 480  | 365  | 169  | 123  | 68   |

## Patrimonio

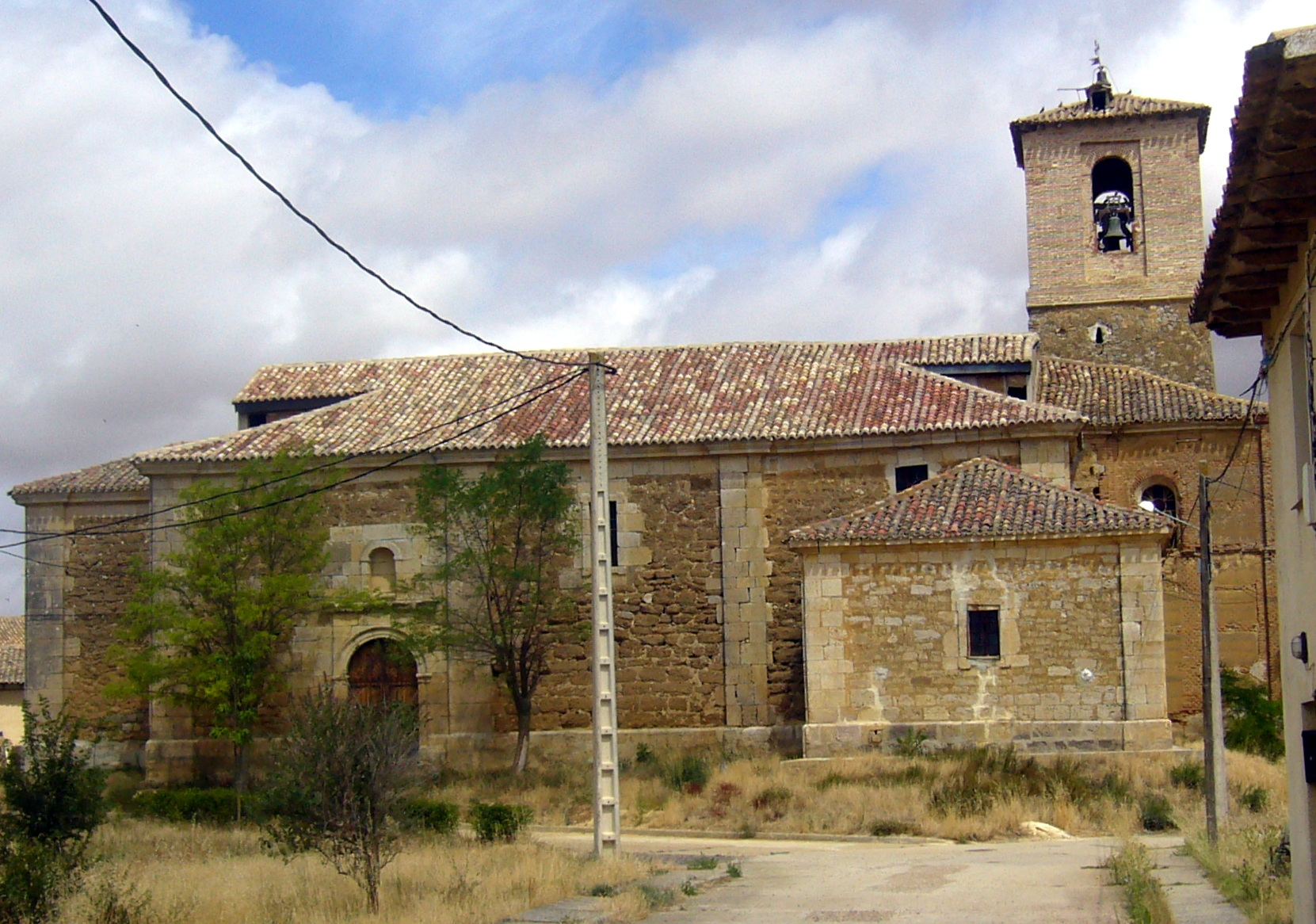
Iglesia de Nuestra Señora de la Asunción

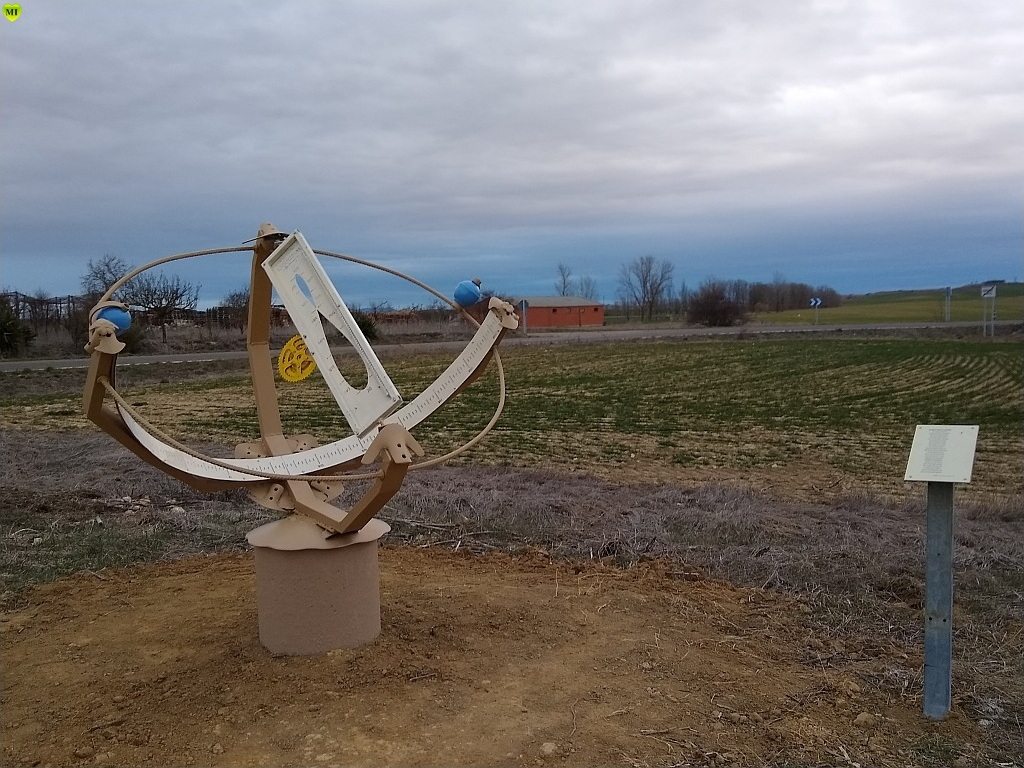
Reloj de la laguna

- Iglesia de Nuestra Señora de la Asunción. Es de piedra, posee tres naves, fue construida a finales de siglo XVI pero modificada más tarde. En la nave del Evangelio, un retablo plateresco con pinturas sobre la tabla de San Juan, San Pedro, San Pablo, San Bartolomé etc. Esculturas de la Virgen con el niño del siglo XVI. Además otros dos retablos: uno del siglo XVIII y otro colateral de principios del siglo XVIII con varias esculturas del XVI. El retablo mayor del presbiterio es del siglo XVIII con varios relieves y esculturas. El retablo de la Epístola es de la primera mitad del siglo XVIII con diversas esculturas. Además la iglesia conserva un interesante procesional del siglo XVI, un órgano y sillería en el coro del siglo XVIII.
- Bodegas típicas castellanas.
- Paraje natural de la Laguna.

## Fiestas patronales
Se celebran las fiestas de San Isidro - 15 de mayo y 24 de junio, y de Nuestra Señora de la Asunción - 15 de agosto.